# Макар Володимир Павлович
Володимир Павлович Макар (нар. 22 січня 1990, с. Нараїв, Бережанський район, Тернопільська область, УРСР) — український футболіст, півзахисник.

## Життєпис
Народився в селі Нараїв Бережанського  нині Тернопільського району (Тернопільська область). Згодом разом з батьками переїхав до Винників, де й розпочав навчання в школі. Перший тренер — Роман Гданський. У 2004 році потрапив до ЛВУФК-Карпати, де тренувався під керівництвом Ярослава Дмитрасевича. Він й перевів Володимира з позиції центрального півзахисника на правий фланг півзахисту. Під час навчання в 10-му класі батько Володимира вступив в конфлікт з Ярославом Дмитрасевичем, через що юний футболіст залишив навчання. У 2007 році виступав за львівську «Покрову».
Дорослу футбольну кар'єру розпочав 2007 року в складі аматорського колективу «Княжа» (Добромиль), за яку провів 2 поєдинки. У 2008 році, на запрошення Степана Юрчишина, перейшов у дубль «Львова». Дебютував у футболці другої команди львів'ян 9 серпня 2008 року в програному (0:2) виїзному поєдинку 2-го туру Другої ліги України проти львівських «Карпат-2». Володимир вийшов на поле на 46-й хвилині, замінивши Віталія Макара. У сезоні 2009/10 років зіграв 18 матчів у Другій лізі України, за першу ж команду не грав, у першості дублерів зіграв 13 матчів (у сезоні 2008/09 років). 
Після розформування «Львова-2» перейшов до «Руху». Разом з винниківським клубом пройшов шлях з обласного чемпіонату по Першої ліги. У червні 2014 року відправився на перегляд до «Волині», але після розпаду «Севастополя» з'явилася велика кількість досвідчених вільних агентів, тому від послугВолодимира Макара вирішили відмовитися. Після цього гравець повернувся до «Руху». У професіональних змаганнях дебютував за «Рух» 20 липня 2016 року в переможному (3:0) виїзному поєдинку 1-го попереднього раунду кубку України проти соснівського «Гірника». Макар вийшов на поле в стартовому складі та відіграв увесь матч, а на 85-й хвилині отримав жовту картку. У Другій лізі 30 липня 2016 року в перемоєному (1:0) виїзному поєдинку 2-го туру проти миколаївського «Суднобудівника». Володимир вийшов на поле в стартовому складі та відіграв увесь матч. У сезоні 2016/17 років зіграв 11 матчів у Другій лізі та 2 поєдинки в кубку України. Допоміг команді виграти срібні нагороди чемпіонату та вийти в Першу лігу. Наступного сезону зіграв 17 матчів у Першій лізі. У сезоні 2018/19 років перебував у заявці команди на сезон, але на футбольне поле не виходив.
Ще в 2016 році отримав розрив хрестоподібних зв'язок. Переніс операцію в Києві, яка пройшла невдало. Після цього ще два місяці лікувався від наслідків операції. Згодом, як виявилося, Володимир продовжував грати вже з видаленою хрестоподібною зв'язкою. Гравець постійно відчував дискомфорт і змушений був грати «на уколах». Влітку 2018 року під час товариського матчу з тернопільською «Нивою» зіштовхнувся зі Святославом Зубарем, який на той час перебував а перегляді у винниківському «Руху». У грудні 2018 року відправився в польську клініку, де Володимиру порадили завершити кар'єру гравця. 27 грудня 2018 року оголосив про завершення футбольної кар'єри.

## Особисте життя
Закінчив Львівську політехніку, де здобув диплом інженера-механіка.
З майбутньою дружиною зустрічався з 16 років, пара виховує доньку та сина.

## Досягнення

### Аматорський футбол
- Аматорський чемпіонат України
  -  Чемпіон (1): 2014
  -  Срібний призер (3): 2013, 2015

- Чемпіонат Львівської області
  -  Чемпіон (4): 2012, 2013, 2014, 2015

- Кубок Львівської області
  -  Володар (3): 2012, 2014. 2015

- Суперкубок Львівської області
  -  Володар (1): 2013

- Турнір пам'яті Ернеста Юста
  -  Чемпіон (3): 2012, 2013, 2014

### Професіональний футбол
- Друга ліга чемпіонату України
  -  Срібний призер (1): 2016/17